# Carlos de Oliveira
Carlos Alberto Serra de Oliveira GOSE (Belém, 10 de agosto de 1921 — Lisboa, 1 de julho de 1981) foi um escritor português. Recebeu o Prémio Bordalo (1971) na categoria de "Literatura" e o Prémio Cidade de Lisboa (1978).

## Biografia
Carlos Alberto Serra de Oliveira nasceu em 10 de agosto de 1921, em Belém, estado do Pará, Brasil. Filho de imigrantes portugueses naquele país, mudou-se aos dois anos para Portugal. A família fixou-se no concelho de Cantanhede, na região da Gândara, mais precisamente na vila de Febres, onde o pai exercia medicina.
Em 1933 Carlos de Oliveira mudou-se para Coimbra, com o fim de prosseguir os estudos liceais e universitários, ingressando na Faculdade de Letras da Universidade de Coimbra, onde se licenciou em Ciências Histórico-Filosóficas, em 1947, com a tese Contribuição para uma estética neo-realista.
Foi nesse período que o cronista, crítico e tradutor despertou para a escrita no seio da geração dos neo-realistas. Já em 1937, publicou, em conjunto com Fernando Namora e Artur Varela, um livro de novelas, com o título Cabeças de Barro, com chancela da  Moura Marques & filho.
Data de 1942 o seu primeiro livro de poemas, intitulado Turismo, com ilustrações de Fernando Namora e integrado na colecção poética Novo Cancioneiro
Em 1943 Carlos de Oliveira publicou o seu primeiro romance, Casa na Duna, volume da colecção dos "Novos Prosadores", editado pela Coimbra Editora.
[carece de fontes?]
Em 1948 deixou Coimbra e radicou-se em Lisboa, onde mantém colaborações pontuais em vários jornais e revistas, como Altitude, Seara Nova e sendo até director da revista Vértice. Depois de chegar a tentar o ensino dedicou-se, definitivamente, à literatura de forma exclusivamente.
Com maior parte da sua obra em prosa concentrada entre 1943 e 1953, foi precisamente em 1953 que publicou o livro Uma Abelha na Chuva. Este romance foi reconhecido como uma das mais importantes obras da literatura portuguesa do século XX, tendo sido de leitura obrigatória nos programas escolares em Portugal até final da década de 1990.
[carece de fontes?]
Após um período evolutivo, iniciado por Turismo (1942), é o livro de poemas Cantata (1960) que marca uma divisória na poesia de Carlos de Oliveira, passando os quatro livros seguintes a tornarem-se obras de referência na poesia portuguesa contemporânea.
Carlos de Oliveira recebeu o Prémio Bordalo (1971), Prémio da Imprensa, na categoria de "Literatura", entregue pela Casa da Imprensa, em 1972, pelo seu livro de poesia Entre Duas Memórias (1971).
Em 13 de Abril de 1972 estreou o filme Uma Abelha na Chuva de Fernando Lopes, coprotagonizado por João Guedes, no papel de Álvaro, e Laura Soveral, como Maria dos Prazeres, uma adaptação do romance de 1953 de Carlos de Oliveira.
Regressou uma última vez ao romance com Finisterra (1978), tendo como fundo, tal como a sua prosa anterior, a paisagem gandaresa. A publicação gerou alguma polémica sobre a sua catalogação como romance, devido à sua ousada forma "quebrada" e poética, mas foi considerada uma obra renovadora do romance português contemporâneo. A obra valheu-lhe o Prémio Cidade de Lisboa (1978), atribuído pela Associação Portuguesa de Escritores (APE).
Carlos de Oliveira morreu em 1981, em Lisboa.

## Homenagens póstumas
Em 1990 Carlos Alberto Serra de Oliveira foi agraciado, a título póstumo, com o grau de Grande-Oficial da Ordem Militar de Sant'Iago da Espada, a 10 de junho.
Em 1995 foi editada uma versão de Poesias, pela editora Presença, acompanhada de um registo fonográfico em CD com poemas de Carlos de Oliveira ditos pelo actor João Grosso.
Em 2012, o espólio do escritor foi doado pela sua viúva ao Museu do Neo-Realismo, em Vila Franca de Xira, composto por um total de cerca de nove mil documentos, entre produção literária do autor, a sua história pessoal, correspondência, fotografias, documentos impressos, artes plásticas, monografias a publicações periódicas.

## Obras

### Poesia
- Turismo (Coimbra Editora, 1942)[4]
- Mãe Pobre (Coimbra Editora, 1945)[15]
- Colheita Perdida (Casa Minerva, 1948)[16]
- Descida aos Infernos (1949)[17]
- Terra de Harmonia (Centro Bibliográfico, 1950)[18]
- Cantata (1960)[1]
- Micropaisagem (Dom Quixote, 1968)[19]
- Sobre o Lado Esquerdo, o Lado do Coração (Dom Quixote, 1968)[20]
- Entre Duas Memórias (Dom Quixote, 1971)[21]
- Pastoral (1977)[1]

### Romances
- Casa na Duna (Coimbra Editora, 1943)[5]
- Alcateia (Coimbra Editora, 1944)[22]
- Pequenos Burgueses (Coimbra Editora, 1948)[23]
- Uma Abelha na Chuva (Coimbra Editora, 1953)[24]
- Finisterra: paisagem e povoamento (Livraria Sá da Costa, 1978)[25]

### Crónicas
- O Aprendiz de Feiticeiro (Dom Quixote, 1971)[26]

### Antologia
- Poesias (1945-1960) (Portugália Editora, 1962)[27]
- Trabalho Poético (Sá da Costa, 1976[28], 2a edição 1982, Assírio & Alvim, 2003.)

## Prémio Literário Carlos de Oliveira
Em homenagem ao escritor, a Câmara Municipal de Cantanhede promove o "Prémio Literário Carlos de Oliveira" visando estimular a criação literária. Entre os galardoados encontramos:
- O Novíssimo Testamento, do escritor Mário Lúcio Sousa, ministro da cultura de Cabo Verde[29]
- Quase Tudo Nada, de Arsénio Mota, escritor, jornalista, cronista, poeta, ensaísta português[29]
- Crime e Revolução, do historiador, escritor e poeta brasileiro Carlos Roberto da Rosa Rangel[29]
- A estrambótica aventura do senhor Martius Von Gloeden, da autoria de Carlos Roberto Loiola, juiz brasileiro[29]